# تور لورئال هایر زون مال
تور لورئال هایر زون مال (انگلیسی: L'Oreal Hair Zone Mall Tour) نخستین تور کنسرت تبلیغاتی از هرمند موسیقی آمریکایی بریتنی اسپیرز است. این تور برای تبلیغ نخستین آلبوم اسپیرز با عنوان ... عزیزم یک بار دیگر راه اندازی شده بود.